# Куиси, Мустафа
Мустафа Куиси (фр. Mustapha Kouici; род. 16 апреля 1954, Мдукель, Алжир) — алжирский футболист, играл на позиции защитника.
Мустафа Куиси попал в заявку сборной Алжира на Чемпионате мира 1982 года в Испании. Однако ни в одной из трёх игр Алжира на этом турнире Куиси не провёл ни одной минуты на поле.

## Достижения

### Со сборной Алжира
- 2-е место на Кубке африканских наций 1980 года в Нигерии
- Участник Чемпионата мира 1982 года в Испании